# ふくいの党
ふくいの党（ふくいのとう）は、福井県の地域政党。県内の県議会議員3名と市議会議員4名、市長1名の計8名が参加。
県議会議員鯖江市選挙区において県内最多得票で初当選した山岸みつる議員が代表を務める。

## スローガン
- 『前向きに、やわらかく、おもしろく』
- ふくい県民の県民による県民のための政治の選択肢に[2]

## 所属政治家
| 福井県議会議員（3名）   | 福井県議会議員（3名）     | 福井県議会議員（3名）     | 福井県議会議員（3名）   | 福井県議会議員（3名） |
| ----------------------- | ------------------------- | ------------------------- | ----------------------- | --------------------- |
| 山岸みつる （鯖江市）   | 堀居哲郎 （敦賀市）       | 三宅中 （越前市）         |                         |                       |
| 市長（1名）             |                           |                           |                         |                       |
| 杉本和範 (小浜市長)     |                           |                           |                         |                       |
| 市議会議員（4名）       |                           |                           |                         |                       |
| 橋本彬穂 （敦賀市議会） | 三上寛了 （あわら市議会） | 酒井友季子 （鯖江市議会） | 丸石純一 （池田町議会） |                       |